# Aeropalace

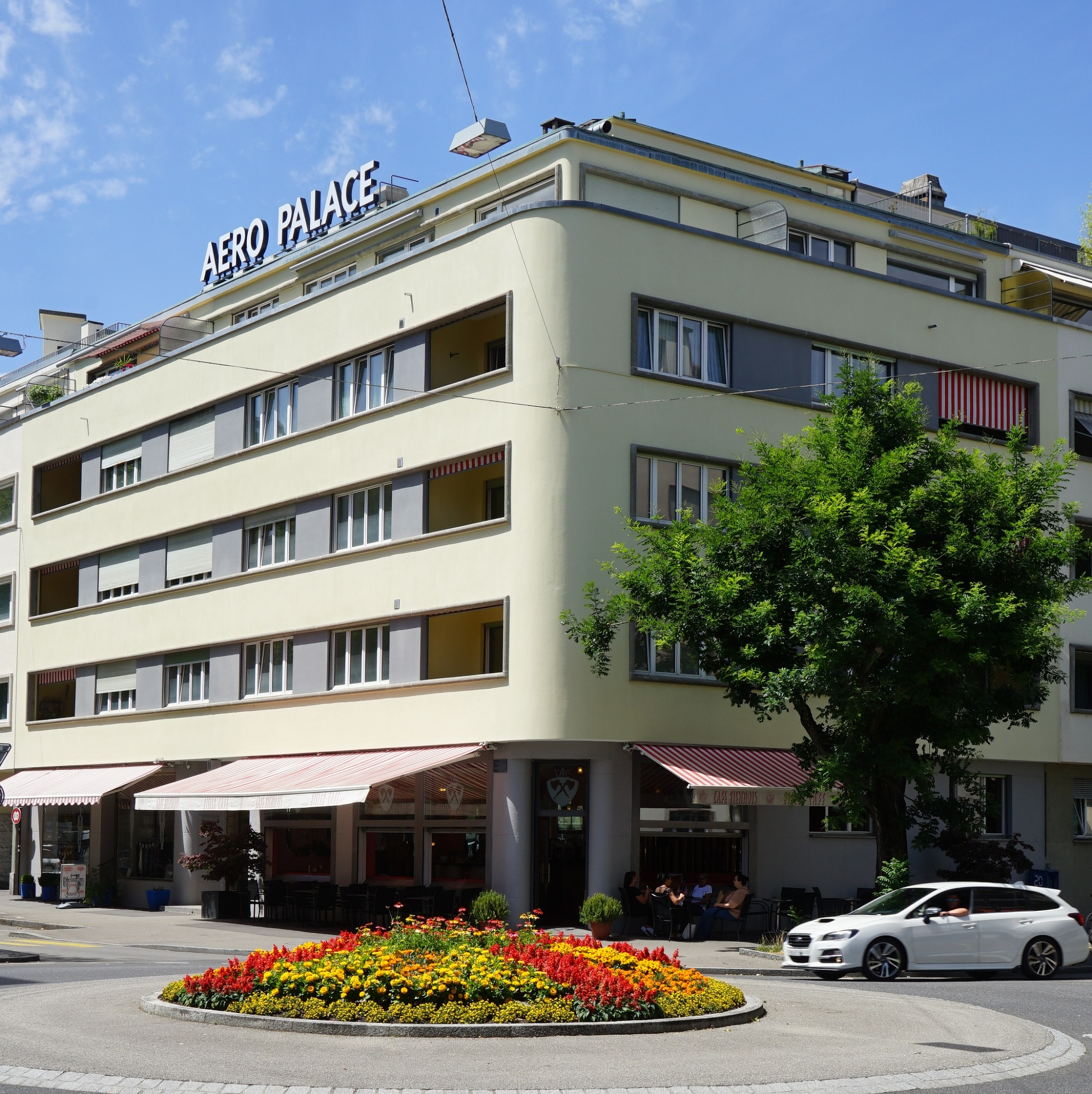
Aeropalace, Ansicht von Südosten (2022)

Das Wohn- und Geschäftshaus Aeropalace in Biel (französisch Bienne) im Kanton Bern in der Schweiz wurde in zwei Abschnitten 1939 und 1945 errichtet. Das Bauwerk der Bieler Moderne wurde 2020 unter Denkmalschutz gestellt.

## Lage

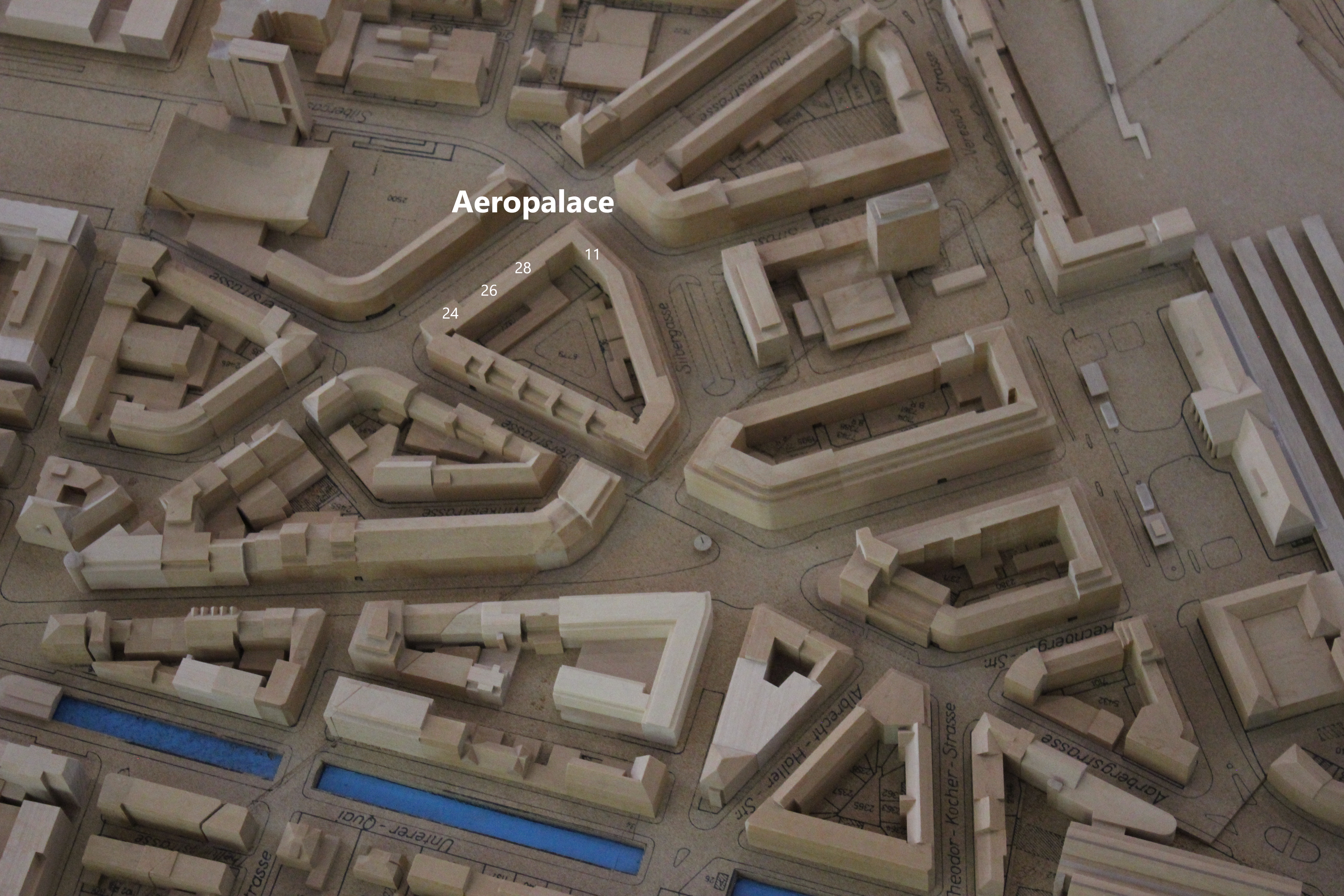
Lage Aeropalace

Das Bauwerk befindet sich im Quartier Neustadt Süd (Nouvelle ville sud) südlich der Schüss. Es ist Teil der «Baugruppe T» (Bahnhofquartier) und liegt an der Silbergasse (Nummer «11») sowie an der Murtengasse (Nummer «24» als Eckhaus 6-stöckig, Nummer «26», «28» mit vier Vollgeschossen und einem zurückspringenden Staffelgeschoss). Mit dem Haus «FH» liegt es gegenüber den Olympia- und Murtenhäusern, die im Osten eine Torsituation zum Quartier bilden.  Das Bahnhofquartier gilt mit einheitlich geplanten Strassenzügen in der Schweiz als «einzigartig».

## Geschichte
In den Jahren 1927 bis 1948 wurde das «Bahnhofquartier» nördlich des Bahnhofs geschlossen nach Bauvorschriften des Neuen Bauens errichtet. Die Architekten Primo Taini und Carlo Cattoni entwarfen den im November 1939 sowie 1945 fertiggestellten «Aeropalace». Das «Chaveztor» erinnert als Haupteingang an den Luftfahrtpionier Jorge Chávez (1887–1910), das «Bidertor» in der Murtengasse 28 ist Oskar Bider (1891–1919) gewidmet.
Das Gebäude wurde 2003 rechtswirksam im Bauinventar des Kantons als «schützenswert» verzeichnet und mit Vertrag vom 5. August 2020 geschützt. Kulturgüter-Objekte der «Kategorie C» wurden (Stand: Juni 2022) noch nicht veröffentlicht.

Aeropalace
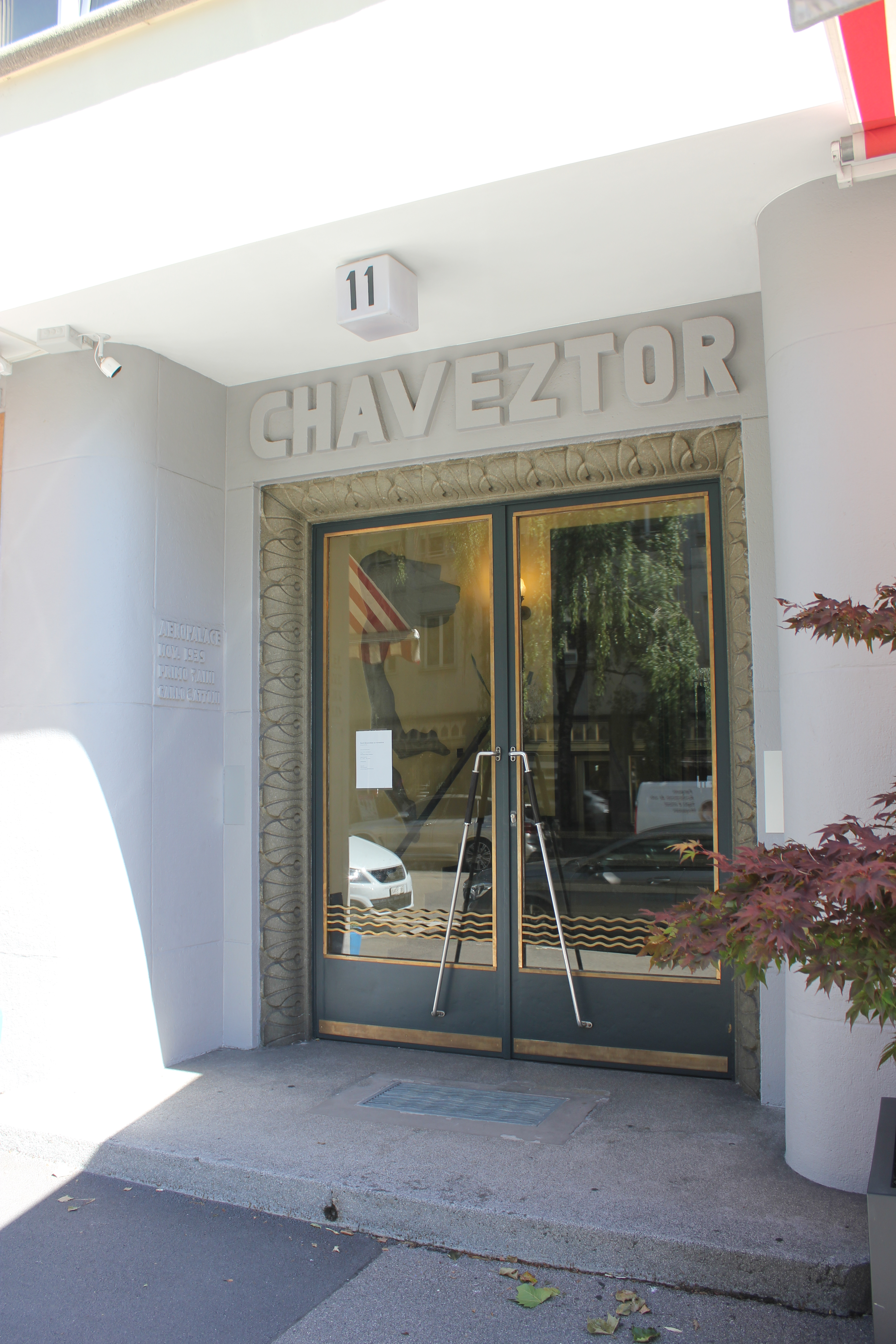
Chaveztor von außen, Silbergasse 11
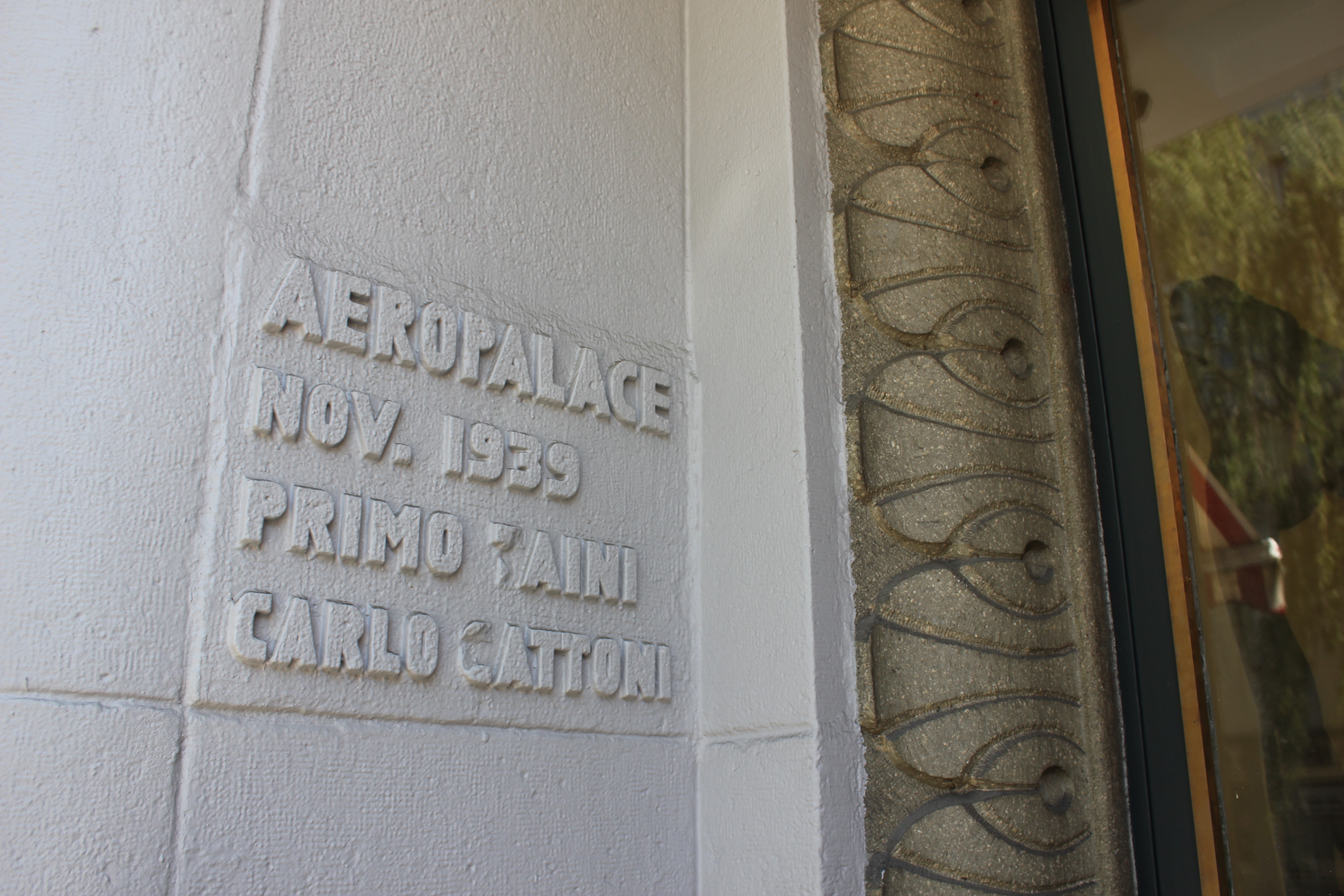
Chaveztor, Ornament am Eingang
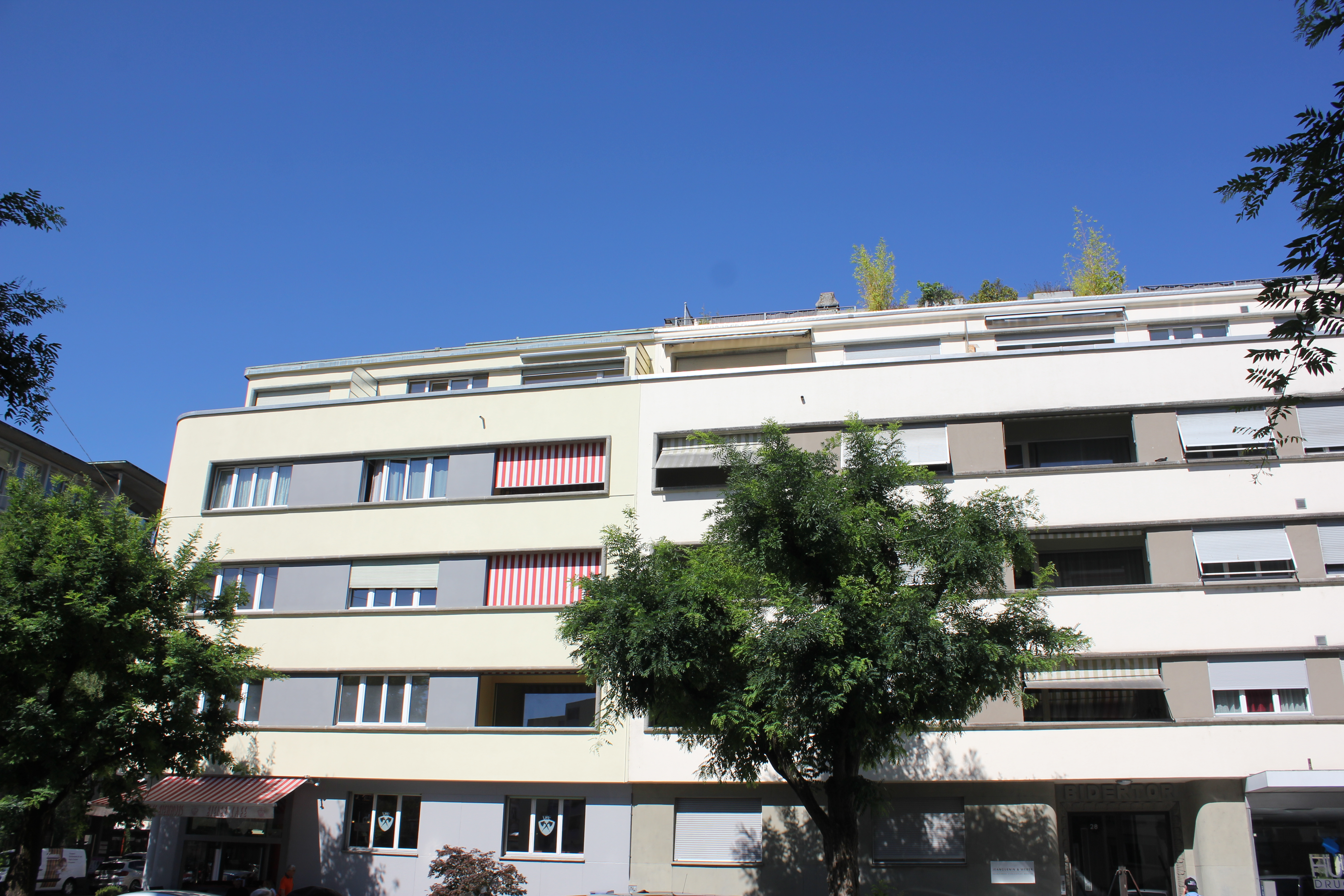
Ansicht Silbergasse 11 und Murtenstrasse 28
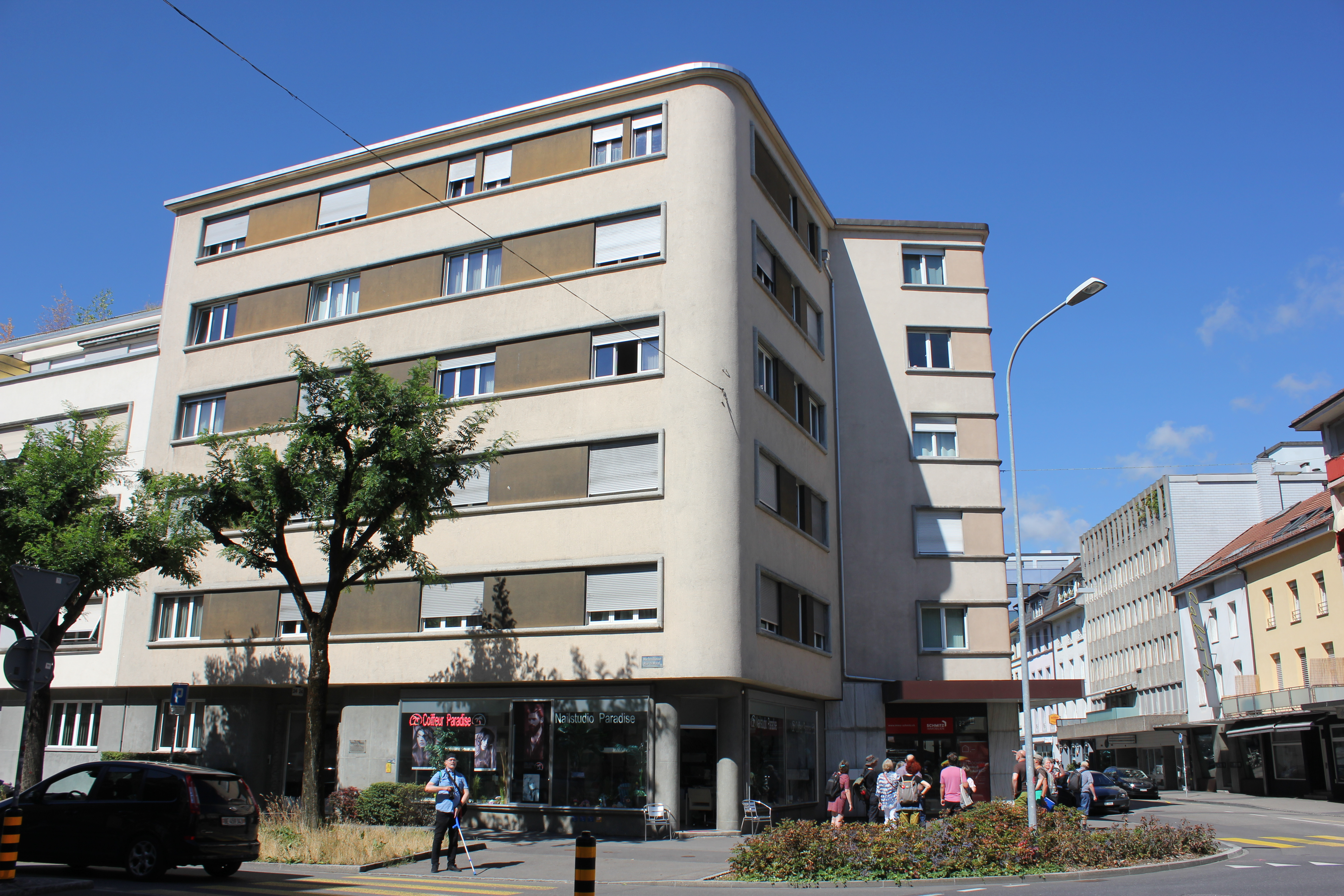
Aeropalace, Kopfbau Murtenstrasse 24

## Beschreibung
Die Dachkonstruktion wurde als doppelt gestufte Attika mit Flachdach ausgeführt. Prägend ist die Horizontalgliederung der Fassade mit Gesimsen im Halbrundprofil. Nur an den Eingängen gibt es einen Fassadenschmuck als rahmendes Blattornament aus Kunststein und im Windfang rechts und links je ein Flachrelief. Das Treppenhaus der Silbergasse 11 verfügt noch über die bauzeitlichen Glasflügeltüren und das originale Treppenhaus.

Aeropalace
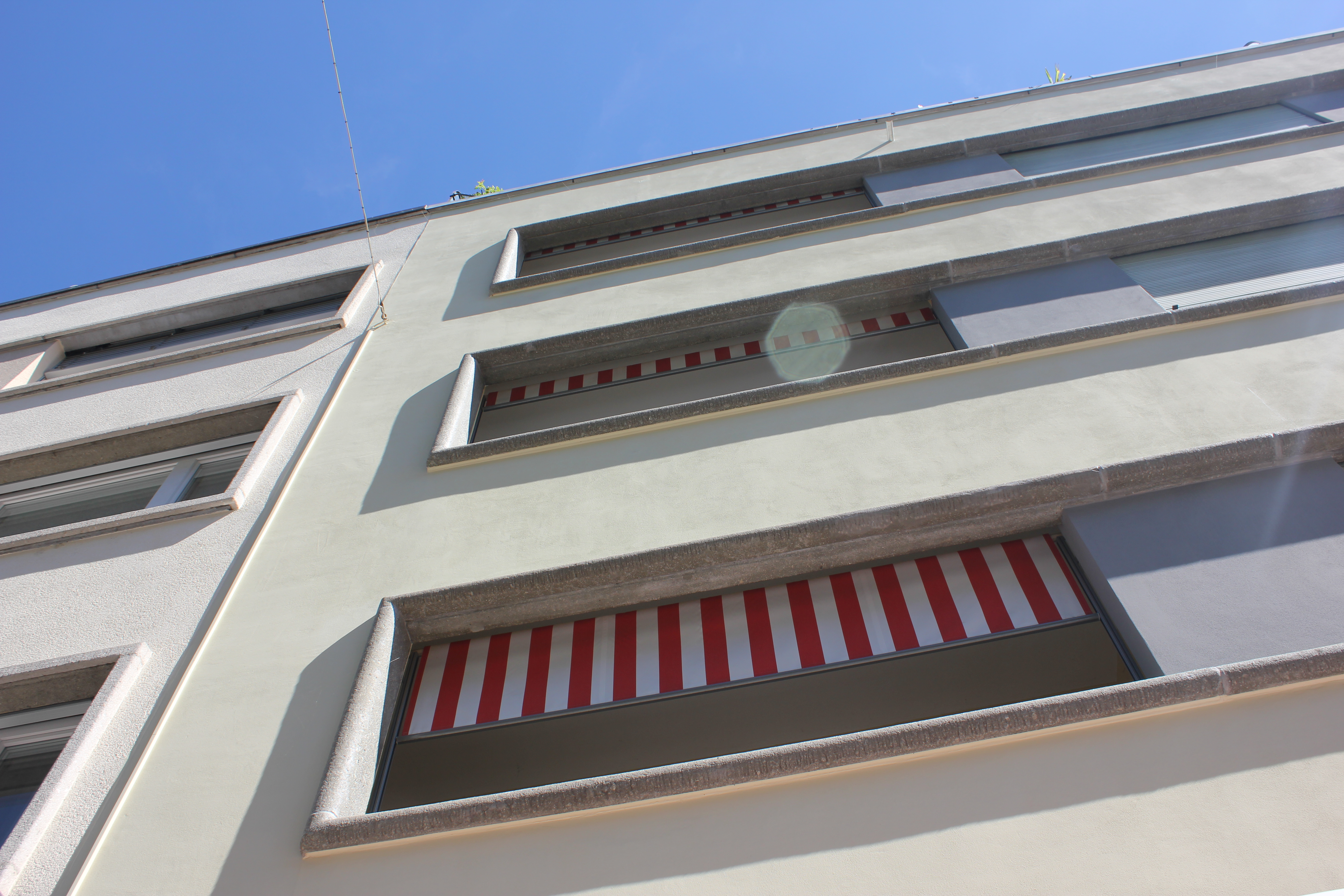
Silbergasse 11, Horizontalgliederung
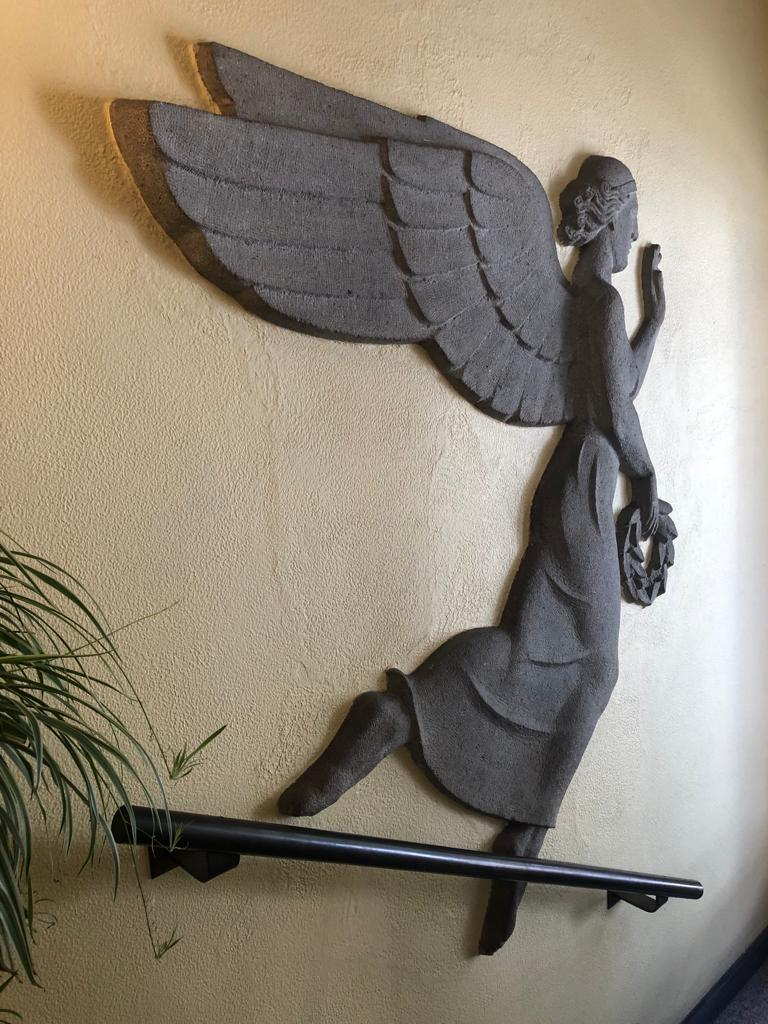
Flachrelief Frau mit Flügeln am Chaveztor
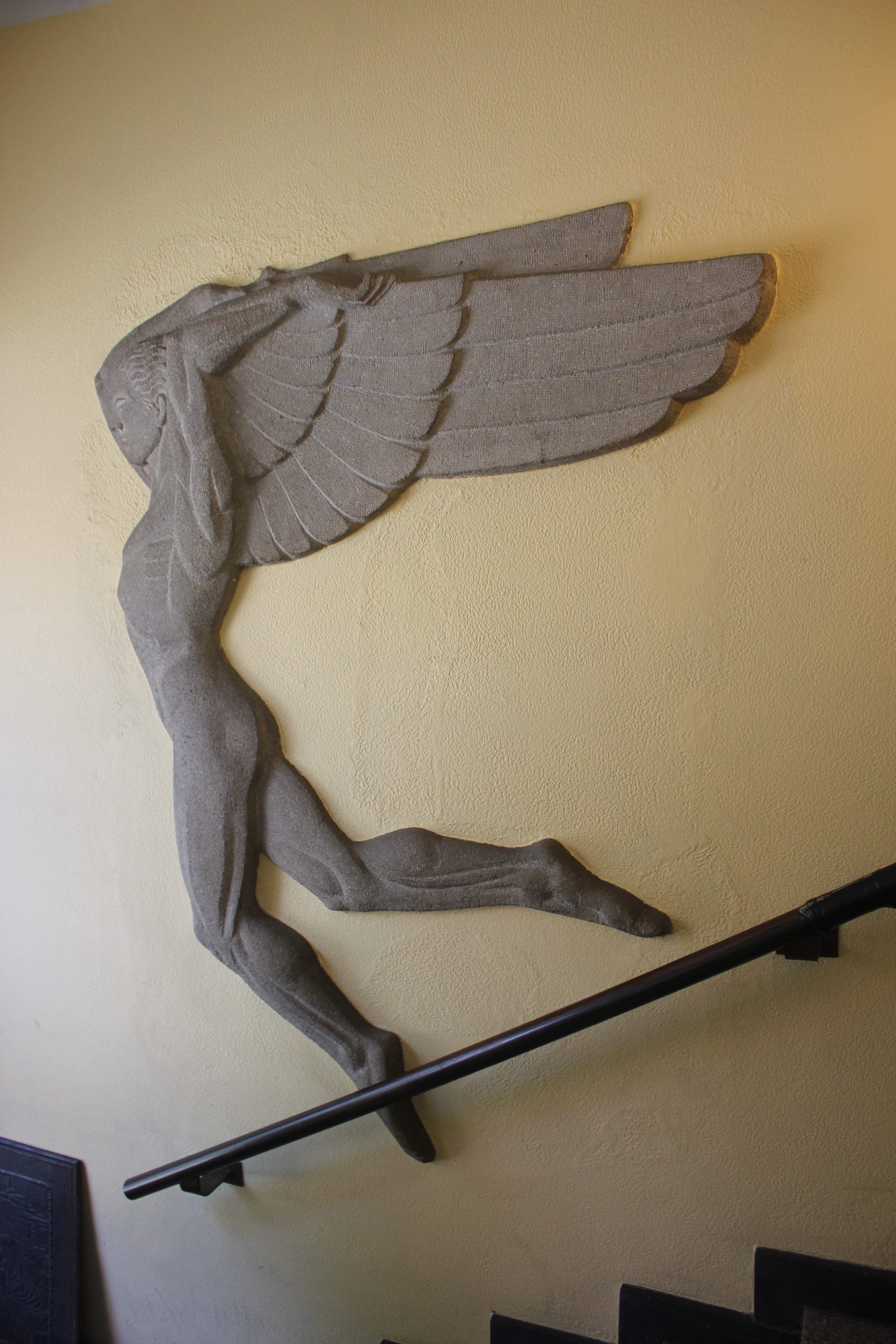
Flachrelief Mann mit Flügeln am Chaveztor
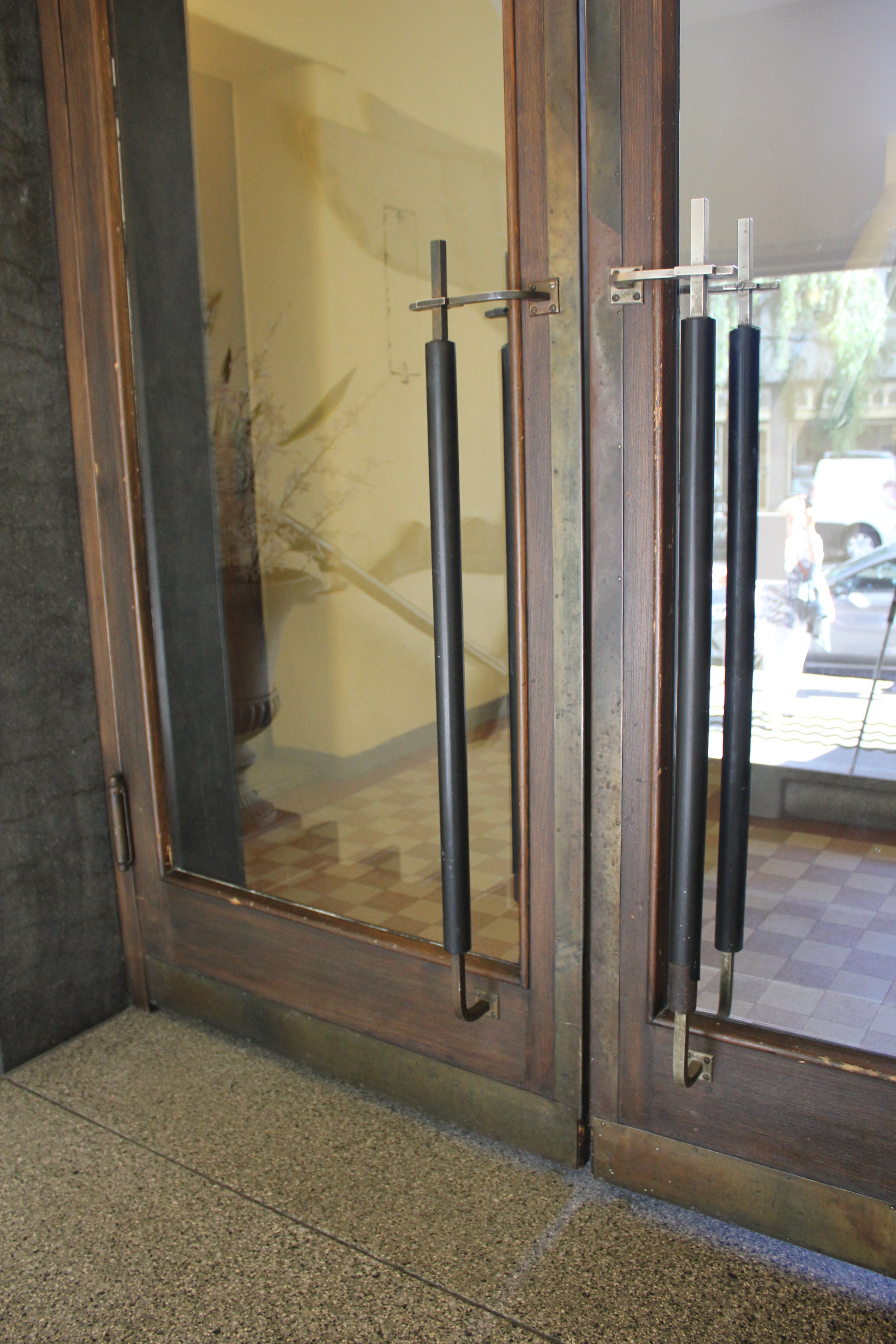
Innere Treppenhaustür am Chaveztor
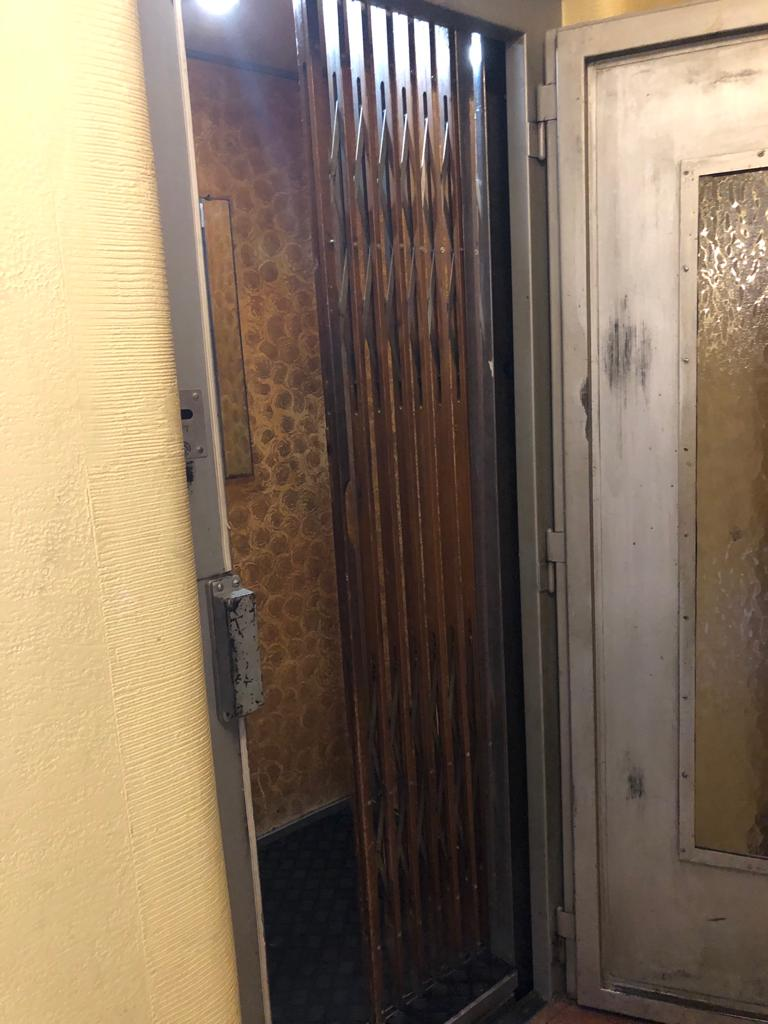
Blick in den Fahrstuhl mit Holzgitter und Innen-Dekoration

## Belege
1. 1 2 3 4  Denkmalpflege des Kantons Bern: Biel/Bienne, Silbergasse 11. In: Bauinventar des Kantons Bern. Kanton Bern, abgerufen am 20. Januar 2024.
2. 1 2 3 4  Denkmalpflege des Kantons Bern: Biel/Bienne, Murtenstrasse 26. In: Bauinventar des Kantons Bern. Kanton Bern, abgerufen am 20. Januar 2024.

Koordinaten: 47° 8′ 2,9″ N, 7° 14′ 46,3″ O; CH1903: 585401 / 220370